# Mehurčna celica
Mehurčna celica je priprava za zaznavanje električno nabitih delcev, ki se gibajo skozi njo. To je posoda napolnjena s pregreto prozorno kapljevino, največkrat kapljevinskim vodikom ali helijem. Mehurčno celico je leta 1952 razvil ameriški fizik in nevrobiolog Donald Arthur Glaser, za kar je leta 1960 tudi prejel Nobelovo nagrado za fiziko.
Glaser je leta 2006 povedal da je pri poskusih s prvimi prototipi mehurčnih celic uporabljal tudi pivo.
Z mehurčno celico so odkrili več delcev.